# Hassaké
Hassaké (selon la prononciation en arabe dialectal ; en arabe : الحسكة / al-Hasaka) ou Hassetché (selon la prononciation syriaque et kurde ; en syriaque : ܚܣܟܗ ; en kurde : Hesîçe), est une ville du nord-est de la Syrie, la capitale du gouvernorat de Hassaké, et l'une des dix plus grandes villes du pays. Sa population est de 188 160 habitants en 2004, composée majoritairement d'Arabes mais comptant aussi des Kurdes, d'Araméens et d'Arméniens. La rivière Khabour, un affluent de l'Euphrate, coule d'ouest en est à travers la ville. La rivière Jaghjagh se jette dans le Khabour depuis le nord à Hassaké.
À la suite de la guerre civile qui commence en 2011, une partie de la ville est une enclave contrôlée par le gouvernement syrien, comprenant le centre-ville et divers bâtiments gouvernementaux, le reste de la ville (et la campagne environnante) étant contrôlé par Rojava. À une trentaine de kilomètres à l'ouest de la ville s'élève le massif du djebel Abdulaziz. De nombreux migrants venus de cette région sont venus s'établir à Hassaké.
Pendant l’opération militaire turque Source de Paix, la ville a été privée d’eau par l’armée turque.

## Histoire

### Occupations anciennes
Un ancien tell (colline) dans le centre-ville pourrait être l'emplacement de l'ancienne ville de Qirdahat. Selon une autre hypothèse, le site serait celui de l'ancienne ville araméenne de Magarisu, capitale de l'État araméen de Bit-Yahiri, mentionnée par le roi assyrien Ashur-bel-kala, qui a combattu les Araméens près de la ville. L'étymologie de "Magarisu" est l'araméen (de la racine mgrys) et signifie "pâturage". Elle a été envahie par les rois assyriens Tukulti-Ninurta II et Ashurnasirpal II.
Les fouilles dans le tell ont permis de découvrir des matériaux datant des époques médio-assyrienne, byzantine et islamique. Le dernier niveau d'occupation remonte au XVe siècle. Une période de 1 500 ans sépare les niveaux moyen-assyrien et byzantin.
Il existe de nombreux autres sites archéologiques dans les environs, comme Tall Sulaymānī, à 7,6 kilomètres au nord de la ville.

### Mandat français (1920-1946)
À l'époque ottomane, la ville était insignifiante. Elle prend sa forme actuelle en avril 1922 pendant la période mandataire en tant que poste militaire français, qui est rapidement devenu une ville .
Après le génocide arménien et le génocide assyrien dans l'Empire ottoman, de nombreux réfugiés ont fui vers leur région et ont commencé à développer la ville dans les années 1920.
Pendant la période du Mandat français, les Assyriens fuyant le nettoyage ethnique en Irak lors du massacre de Simelé (1933), ont établi de nombreux villages le long de la rivière Khabour dans les années 1930. Les troupes françaises étaient stationnées sur la colline de la citadelle à cette époque.

### Après l'indépendance

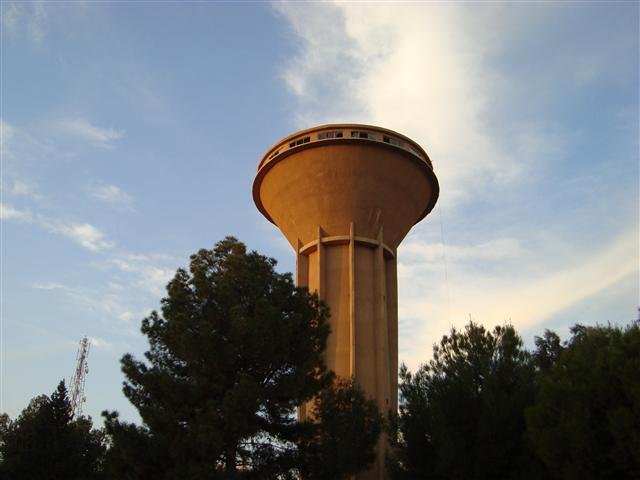
Château d'eau à Hassaké.

La nouvelle ville s'est développée à partir des années 1950 pour devenir le centre administratif de la région. Le boom économique des villes de Qamishli  (à 80 km au nord de Hassaké) et de Hassaké a été rendu possible par les travaux d'irrigation lancés dans les années 1960, qui ont transformé le nord-est de la Syrie en une zone de culture du coton.
Le 23 mars 1993, un grand incendie s'est déclaré dans la prison centrale de Hassaké après que des prisonniers ont protesté contre les conditions qui y régnaient, faisant 61 morts et 90 blessés. Les détenus ont accusé le chef de la police et les forces syriennes d'avoir mis le feu. Le gouvernement a accusé cinq détenus, qui ont ensuite été exécutés le 24 mai 1993,.

### Guerre civile depuis 2011
Dès le début de la guerre civile syrienne en 2011, la ville et ses deux bases militaires syriennes stratégiques sont rapidement attaquées par les rebelles kurdes et ceux de l'opposition syrienne (Armée syrienne libre).
En 2013, le secteur, toujours assiégé par les Kurdes (au nord), est attaqué au sud par l'État islamique (EI).
En 2014, l'EI est implanté au nord-est de la Syrie entre Hassaké et le fleuve Euphrate, où l'organisation djhadiste contrôle notamment les villes de Jarablous, Raqqa et partiellement Deir ez-Zor.
Le 24 février 2015, l'EI attaque Tal Chamirane et Tal Hermouz, deux villages assyriens de la province de Hassaké, et enlèvent 90 habitants. Le 20 mars 2015, l'EI commet un attentat alors que la population kurde fête Norouz, le nouvel an du calendrier persan, au moyen de deux voitures piégées, faisant 42 morts.
Le 28 juillet 2015, les forces kurdes et celles du régime syrien chassent l'État islamique de la ville.
Le 23 août 2016, les Kurdes des YPG chassent l'armée syrienne et les Forces de défense nationale, le groupe paramilitaire affilié, de la majeure partie de Hassaké.
En janvier 2022, des forces de l'État islamique lancent une attaque contre la prison d'al-Sinaa renfermant 3 500 jihadistes.
En octobre 2023, un drone turc Anka exploité par le Millî İstihbarat Teşkilatı a été abattu par un F-16C de l’US Air Force au-dessus de la région d’Hassaké, après être entré dans une zone d’opération restreinte mise en place pour protéger les troupes américaines déployées auprès des Forces démocratiques syriennes.

## Climat

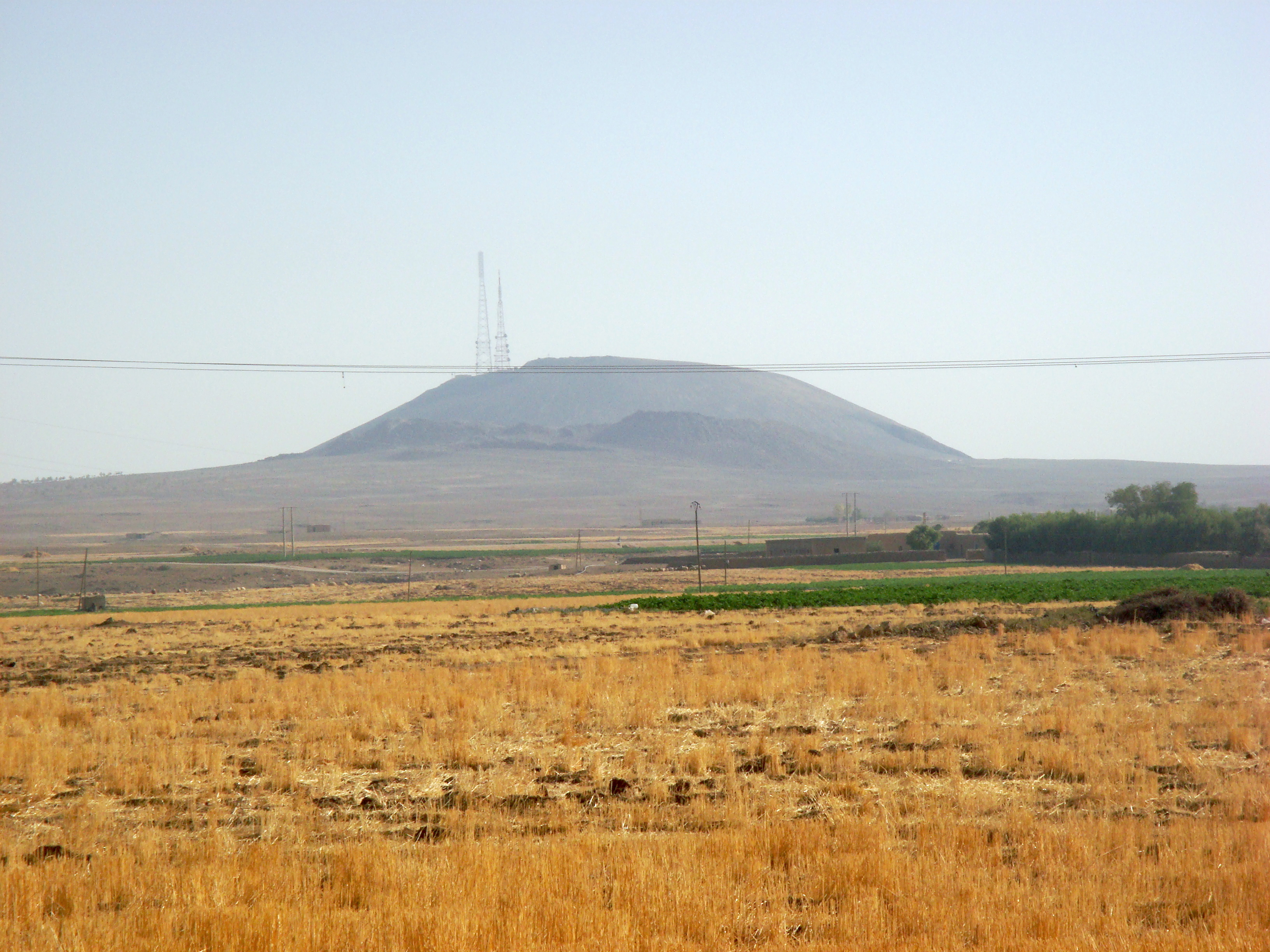
Montagne Kawkab dans le gouvernorat de Hassaké.

Hassaké a un climat méditerranéen influencé par le climat semi-aride avec des étés très chauds et secs et des hivers frais et humides avec des nuits glaciales occasionnelles.

## Démographie
Population :
1942 : 7 835 —
1981 : 73 426 (+837,2%)
1994 : 119 79  (+63,2%)
2004 : 188 160 (+57,1%)
En 1939, les autorités françaises sous mandat ont rapporté les chiffres de population suivants pour différents groupes ethniques/religieux dans le centre-ville de Hassaké : Arabes : 7133 ; Kurdes : 360 ; Araméens : 5700 ; Arméniens : 500
En 1992, Hassaké est décrite comme « une ville arabe avec une population kurde croissante ». Les chrétiens - principalement des Araméens, plus un plus petit nombre d'Arméniens - vivent également dans la ville,.
En 2004, la population de la ville était de 188 160 habitants.

Églises chrétiennes à Hassaké
Cathédrale assyrienne, 2009.
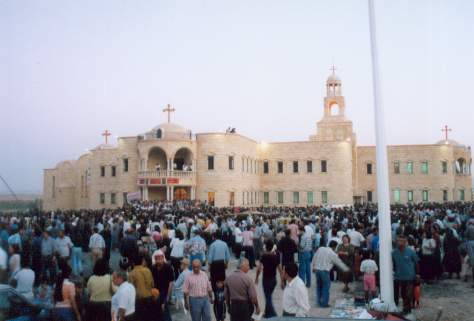
Couvent syriaque orthodoxe Notre-Dame, 2006.
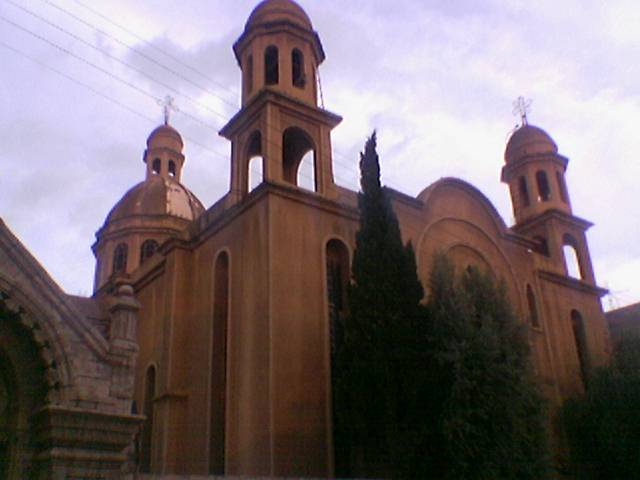
Cathédrale orthodoxe Saint-Georges, 2006.
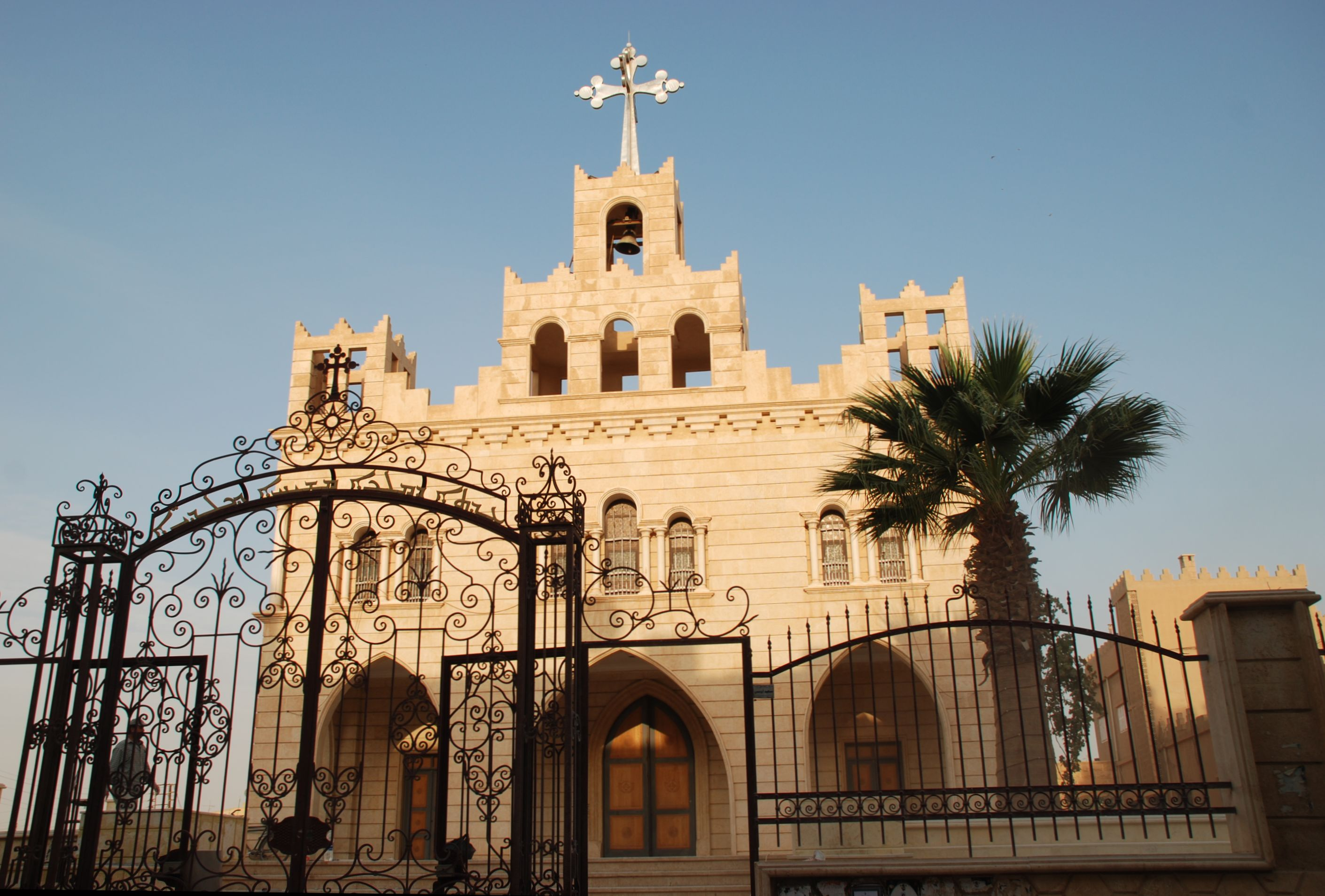
Église syriaque orthodoxe, 2009.

## Religion
La ville est le siège de l'archéparchie de Hassaké-Nisibe.
Lors de la guerre civile, la communauté chrétienne de Hassaké est divisée : l'évêque syriaque orthodoxe Mouris Amsi et l'archevêque syro-catholique de la ville Jacques Behnan Hindo, soutiennent le régime syrien ; d'autres chrétiens s'allient aux Kurdes des YPG, notamment au sein de la milice du Conseil militaire syriaque (MFS). Près des deux tiers des chrétiens de la région de la Djéziré émigrent vers Damas ou à l'étranger.